# تورلینگن
تورلینگن (به آلمانی: Thörlingen) یک شهر در آلمان است که در راین-هونسروک واقع شده‌است. تورلینگن ۱۴۵ نفر جمعیت دارد.